# Мале Поляне
Мале Поляне (словен. Male Poljane) — поселення в общині Шкоцян, регіон Південно-Східна Словенія, Словенія.